# Архиерейский двор (Вологда)
Архиере́йский двор (Архиерейский дом) — резиденция вологодских архиепископов и епископов, административный и культурный центр Вологодской епархии c 1560-х по 1920-е годы. Представляет собой историко-архитектурный комплекс в центре Вологды, на территории бывшего Вологодского кремля, состоящий из каменной ограды и построек, сооружённых в XVII, XVIII и XIX веках.
За Архиерейским двором укрепилось название Вологодский кремль. Впервые определение «малый кремль» к зданиям Архиерейского двора было применено в 1855 году автором «Русской Фиваиды на Севере» А. Н. Муравьёвым. В настоящее время постройки архиерейского двора занимает Вологодский музей-заповедник.

## История
После перенесения в Вологду в конце XV века кафедры Великопермской и Вологодской епархии (Вологда стала вторым кафедральным городом епархии после Усть-Выми), архиерейское подворье находилось в районе Ленивой площадки около соборной церкви Воскресения. Строительство крепостных сооружений вологодского кремля Ивана Грозного в 1560-е повлекло за собой перенос архиерейского двора ниже по реке, к строившемуся Успенскому (Софийскому) собору. В 1589 году патриарх Московский и всея Руси Иов возвёл Вологодскую и Великопермскую епархию в ранг архиепископии и архиерейский дом в Вологде стал её центром.
До второй половины XVII века все постройки Архиерейского двора были деревянными и неоднократно перестраивались. 22-25 сентября 1612 года архиерейские палаты, наряду с большей частью города, были сожжены во время захвата Вологды одним из грабительских отрядов, состоявшим из поляков и «тушинцев». После реконструкции архиерейского подворья переписные книги 1620-х годов фиксируют огороженную территорию двора, на которую вели створчатые ворота с деревянными решётками, увенчанные тремя шатрами, покрытыми лемехом. На дворе располагалась деревянная клетская церковь Стефана архиепископа Пермского, келья архиепископа на подклете и несколько построек. Также внутри двора находился небольшой пруд с карасями.

…
Против Соборные церкви Совей Премудрости Божии двор архиепискупль, ворота створистые, а другие одинокие: на них три шатра побиты чешуею; вереи и столбы точеные: а над большими вороты с лица от Собору Деисус стоячей, семь образов на золоте; а над меньшими вороты три образа Распятие Господне, а по сторонам Великомученик Феодор Стратилат да Стефан архиепископ Пермский на золоте; а с надворную сторону над большими вороты Деисус-же пять образов на золоте, а над меньшими вороты три образа — Пречистая Богородица с Превечным Младенцем, да преподобный Димитрий да благоверный князь Игнатей Вологодский на золоте; по обе стороны ворот решетки деревянные, прорезные, круглые.
…
Да на архиепископли-ж дворе келья архиепископля с комнатою на подклете, да келья казённая на подклете-ж, а промеж ими повалуша, да двои сени, да келья задняя на подклете с сенми-ж, да у задних ворот изба судная, да против избы клеть, а промеж ими сени да келья на подклети с сенми подьяческая, да четыре житницы, да два погреба, да ледник, а над погребами сушила рубленныя да хлебня, да поварня, да конюшня, а на верху сенницы, да на архиепископли-ж дворе середи двора прудец не велик, копаной, а в нем сажена рыба караси, да ворота задние, а у ворот изба воротная с сенми, а около двора забор в длину двора от ворот семьдесят сажен, поперег шестьдесят сажен.
— Список с писцовой книги города Вологды, сделанный в 1629 году
В 1657—1659 годах на территории Архиерейского двора построено самое древнее сохранившееся каменное гражданское сооружение Вологды — Казённый приказ (более позднее название — Экономский корпус). Архиепископом Симоном в 1667—1670 годах были построены новые архиерейский палаты (Симоновский корпус) с домовой церковью Рождества Христова, а в 1671—1675 годах построены каменные стены вокруг Архиерейского двора. В конце XVII века был возведён трёхэтажный Гаврииловский корпус, а также надвратная Воздвиженская церковь в 1687—1692 годах.
В 1693, 1702 и 1724 годах Архиерейский двор посещал император Пётр I, встречавшийся здесь с вологодскими преосвященными епископами. Самым парадным помещением архиерейского двора до конца XVIII века оставалась Крестовая палата Симоновского корпуса со слюдяными окнами. В ней устраивали приёмы, и в частности, в 1775 году было празднование заключения Кючук-Кайнарджийского мирного договора. В XVII—XVIII веках владения архиерейского двора выходили за территорию, ограждённую стенами. В неё входил и летний архиерейский дом, простоявший на Соборной горке до середины XVIII века (последние упоминание в 1730 году).
Вторая волна строительства в Архиерейском дворе была развёрнута при вологодском епископе Иосифе Золотом в 1760-е — 1770-е годы. Возводится новый трёхэтажный корпус архиерейских палат в стиле барокко и в этом же стиле тёплый кафедральный Воскресенский собор на месте разобранной юго-восточной башни. Также в период 1740—1774 года были построены корпуса Консисторского корпуса.
В 1724 в Архиерейском дворе была открыта архиерейская школа, позднее преобразованная в духовную семинарию. К концу XVIII века духовная семинария стала одним из крупнейших учебных заведений на Севере, и для неё было выделено новое здание на берегу реки Вологды (современный адрес — улица Ленина, 15). Также в Архиерейском подворье начинали свою историю другие учебные заведения Вологды: цифирная школа (существовала в 1714 году) и славяно-латинская школа (с 1730 года), которая затем была преобразована в духовное училище.
29 сентября 1896 года в честь 500-летия памяти святителя Стефана Пермского в Архиерейском доме было открыто Вологодское епархиальное древлехранилище, чьи фонды послужили основой будущей коллекции Вологодского музея-заповедника.
С 1923 года территорию кремля — Архиерейского двора занимает Вологодский музей-заповедник.

## Архитектурный ансамбль
Архиерейский двор Вологды — одна из наиболее полно сохранившихся резиденций русских архиепископов. Наряду с наиболее известным двором архиерея в Ростове Великом, является оригинальным вариантом представительских дворцовых средневековых ансамблей духовных владык. Большинство построек Архиерейского двора относятся к XVII—XVIII векам.
В плане Архиерейский двор представляет собой четырёхугольник, обнесённый каменными стенами с тремя башнями и Воскресенским собором в его углах. Севернее двора находится Софийский собор, к его главному входу ведут Святые ворота. Внутри двора расположены палаты архиереев (Симоновский и Иосифовский корпусы) с домовой церковью Рождества Христова и другие постройки.

### Стены и башни
До середины XVII века Архиерейский двор был обнесён деревянным забором с несколькими воротами, главными из которых были Святые, напротив Софийского собора.
Каменные стены были возведены в 1671—1675 году при епископе Симоне, сразу после постройки каменного Архиерейского корпуса. Первоначально, стены были покрыты деревянной крышей. В литературе советского периода отмечается, что Симон пользовался даровой рабочей силой для строительства стен во время голода 1671—1672 годов, в дореволюционных источниках, напротив, говорится о том, что грандиозная стройка помогла многим спастись от голода благодаря безденежным выплатам в виде продуктов.
Исследователями отмечается несколько версий возведения крупных стен вокруг Архиерейского двора. Наиболее распространены версии оборонного и символического значения. Сторонники оборонного значения стен объясняют возведение крепости в крепости (в Кремле Ивана Грозного) боязнью архиепископа Симона повторения событий 1612 года — т. н. «вологодского разорения» или возможных крестьянских восстаний наподобие тех, что происходили в 1667—1671 годах под руководством Степана Разина. В соответствии с другой точкой зрения, несмотря на кажущуюся массивность, стены скорее всего не были предназначены для целей обороны, а имели символическое значение. Наряду с Ростовским, Вологодский архиерейский двор мог быть своеобразной «крепостью духа», видимым памятником превосходства «священства» над «царством». В XX веке появляются версии сакрального значения архитектуры и композиции архиерейских дворов. Создатели таких ансамблей стремились уподобить весь комплекс «огромному дому Божию».
Ограда Архиерейского двора имела несколько ворот:
- Святые ворота. В 1687 году над Святыми воротами возведена надвратная Воздвиженская церковь (освящена в 1692 году). Она представляет собой небольшой четверик, увенчанный одной главой, поставленной над прямоугольным алтарём и узкой, сдвинутой к северу трапезной. Современное купольное покрытие и глава появились в XVIII веке.
- Въездные (Водяные). Расположены между Воскресенским собором и колокольней — единственные, используемые со второй половины XX века.
- Пятницкие. Расположены в недостроенной с внутренней стороны западной стене.
- Проезжие задние.

В углах стен вокруг Архиерейского двора размещались башни:
- Юго-западная. В ней размещались каретник и сеновал. Сейчас в башне одна из экспозиций Вологодского государственного музея-заповедника.
- Юго-восточная. Использовалась для нужд консисторского архива.
- Северо-восточная. Разобрана и в 1772—1776 годах на её месте построен Воскресенский собор
- Северо-западная, Пятницкая, с «проезжими задними воротами[8]». Ворота позднее были заложены.

- Юго-западная башня
- Пятницкая (Северо-западная) башня
- Заложенные ворота Пятницкой башни
- Въездные (Водяные) ворота
- Ворота со стороны Софийского собора
- Надвратная Воздвиженская церковь над Святыми воротами
- Стена Консисторского дворика
- Юго-западная башня. Внутренний вид

### Экономский корпус (палаты Казённого приказа)
Двухэтажные «казённые кельи с мезонином», построены в 1659 году. Древнейшее каменное гражданское сооружение Вологды. На верхнем этаже были расположены «Келья казённая приказная» и «казначейская келья», в нижнем — погреба и ледники для хранения.
В результате переделок было утрачено ведущее на второй этаж крыльцо с крышей-«бочкой» и деревянной чешуёй.
В одной из палат открыта роспись XVII века, представляющая цветной орнамент с поясным изображением Христа.

### Симоновский корпус (Архиерейские палаты)
Симоновский корпус с церковью Рождества Христова (1669—1670 гг.) — первые каменные архиерейские палаты. Название получил по имени архиепископа Симона, при котором он был воздвигнут. Здание построено с декоративными элементами узорочья, которые впоследствии были утрачены, но многие из них восстановлены при реставрации в 1960-х годах.
Подклетный этаж корпуса служил для хозяйственных нужд. В среднем этаже находились архиерейские кельи, парадные комнаты и небольшая домовая церковь. Здесь находится и Крестовая палата с семью слюдяными окнами, богатым внутренним убранством, где вологодские епископы принимали знатных гостей, в том числе и Петра I.

Палата была увешана образами в богатых окладах и ризах; тяжёлое медное паникадило свешивалось со свода. На архиерейском месте, обитом тёмно-зелёным сукном, лежала золотая бархатная подушка".

Верхний этаж занимали комнаты слуг.
В 1770-х годах Крестовая палата была превращена в «крестовую» церковь Рождества Христова. В 1841 году церковь значительно перестроили: сделали выше и длиннее, объединили с соседними помещениями, и в результате получился высокий четверик с четырёхугольным алтарём, дошедший до наших дней. В 1860-е годы некогда пышное пятиглавие церкви заменили одной главой. Немного позднее она была расписана ярославским живописцем Колчиным, известным по реставрации фресок Софийского собора и стенной росписи тёплого Воскресенского собора. Затем церковь упразднили, и в ней располагался архив консистории. Южный фасад церкви Рождества Христова на уровне галереи украшает белокаменная плита с храмозданной надписью — непременный атрибут многих культовых построек этого времени.
На уровне основного этажа расположена открытая обходная галерея, которая первоначально имела форму гульбища (в 1776 году она была перестроена в крытую галерею; свой нынешний вид приобрела в 1850 году).
Симоновский корпус подвергался многочисленным перестройкам, в результате которых древняя планировка помещений нарушена. Не сохранилось и нарядное двухрундучное крыльцо — большая трёхэтажная закрытая пристройка, заключающая в себе лестницу, ведущую с нижнего крыльца на второй этаж, и верхнюю крылечную площадку.
Сейчас в здании Симоновского корпуса размещаются экспозиции отдела природы и отдела истории Вологодского государственного музея-заповедника.

### Гаврииловский и Иринеевский корпусы
Гаврииловский корпус построен в конце XVII — начале XVIII века, при архиепископе Гаврииле. Представляет собой небольшое трёхэтажное здание в стиле московского узорочья.
В первой половине XVIII века в нём находились кельи архиепископа, а вместо второго этажа его северной части, у западного торца Симоновского корпуса было устроено большое гульбище, из которого был ход в Крестовую палату.
В 1750-х годах гульбище было перестроено в двухэтажное каменное здание, ставшее продолжением Гаврииловского корпуса и получившее название Иринеевского. Архитектура здания сочетает древнерусские приёмы в строительстве и новые тенденции в архитектуре, пришедшие с запада.

### Консисторский корпус
Построен между 1740 и 1753 годами при епископе Пимене. В 1770-х годах был надстроен второй этаж, куда перевели духовную семинарию, а в XIX веке Консисторию.
Корпус подвергался перестройке, в результате чего были изменены фасады.
Дворик, образовавшийся между стеной Архиерейского двора и корпусом, носит название Консисторского. С конца 2000-х используется в качестве основной сцены фестивалей «Лето в Кремле» и «Голоса истории».

### Трёхэтажный корпус (Славяно-латинская школа)
В большом каменном корпусе, примыкающий к Воскресенскому собору, первоначально помещалась учреждённая в 1730 году славяно-латинская школа (семинария), где было 20 учеников. Частично корпус был жилым.
Сейчас в Трёхэтажном корпусе располагается экспозиция художественного отдела Вологодского государственного музея-заповедника, представленная выставками «Древнерусское искусство», «Вологодские художественные промыслы», «Народное искусство».

### Иосифовский корпус (палаты Иосифа Золотого)
Иосифовский трёхэтажный корпус построен в 1764—1769 годах. Получил название по имени архиепископа Иосифа Золотого, при котором был построен. В него из Иосифовского корпуса переместились жилые кельи вологодских архиереев, парадные залы, канцелярия.
Здание выполнено в стиле барокко. Архитектором, вероятно, являлся зодчий из Санкт-Петербурга. Фасады декорированы ризалитами, вычурным фронтоном, изогнутыми наличниками. Боковые части фасадов украшены широкими пилястрами, рустовкой на углах и завершены антаблементом на углах.
В середине 1790-х годов к зданию с западной стороны главного фасада была пристроена лестничная клетка со спаренными полуколоннами по сторонам входа и крышей-куполом.
В одном из залов располагалась портретная галерея вологодских архиереев. Интерьер Иосифовского корпуса почти не сохранил своего первоначального убранства, в отдельных помещениях остались лишь лепная отделка потолков и изразцовые печи с жанровыми сценками и надписями.

### Воскресенский собор
Тёплый кафедральный собор построен в 1772—1776 годах, на месте разобранной Юго-Восточной башни. До 2016 года в Воскресенском соборе располагались экспозиции и выставки Вологодской областной картинной галереи, после чего собор был вновь передан Русской Православной Церкви.